# Наука в Квебеке

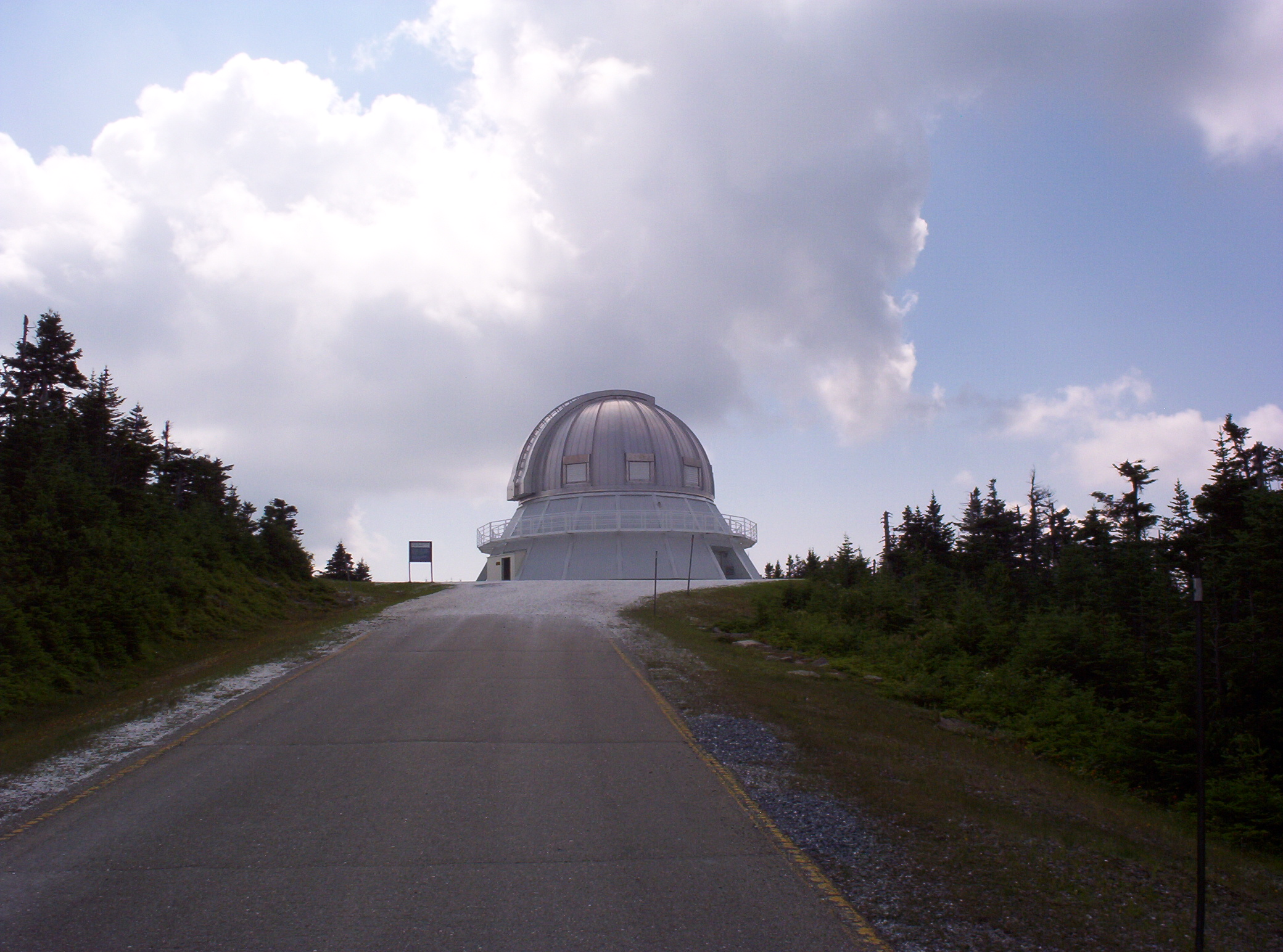
Обсерватория Мон Мегантик в Эстри - центр изучения астрофизики в Квебеке.

Наука и техника являются ключевыми факторами в экономическом развитии Квебека. В качестве одного из мировых лидеров в таких отраслях, как аэрокосмическая, информационные технологии, биотехнологии и фармацевтика, Квебек играет значительную роль в научно-техническом сообществе.
Аэрокосмическая промышленность Квебека является шестой по величине в мире с ежегодным доходом $ 12,4 миллиарда долларов и даёт 2% от ВРП и 12,5% экспорта продукции обрабатывающей промышленности  Квебека. Она хорошо поддерживается консорциумом по исследованиям и инновациям в аэрокосмической области Квебека (CRIAQ), который включает, в частности, таких производителей,  как Bombardier Aerospace, Bell Helicopter Textron Canada, CAE, Lockheed Martin Canada, Héroux-Devtek, Thales Avionics, L-3 Communications, MAS и Pratt & Whitney Canada, которые в основном расположены на территории Монреаля и его окрестностей. Другие крупные организации, работающие в отрасли также избрали для своего местоположения Квебек: Air Canada, Messier-Dowty, Канадское космическое агентство (CSA) и Международная организация гражданской авиации (OACI).
Также в городе Монреаль развита индустрия видеоигр. Кроме того, британский журнал, который специализируется в этой области (Develop, октябрь 2006 год) говорит, что город является местом, который пережил наибольший рост в этой области за последние 10 лет. Это было связано с новаторской концепцией видеоигры, благодаря Soft Image (основанной Даниэлем Ланглуа в 1986 году) и переездом Ubisoft в Монреаль в 1997 году. Другие компании в этом секторе экономики: Electronic Arts и Eidos. В отрасли занято около 10 000 человек и инвестиции в сотни миллионов долларов поступят, как ожидается, в эту область в течение ближайших нескольких лет.